# Рушавац (Бузау)
Рушавац (рум. Rușavăț) насеље је у Румунији у округу Бузау у општини Виперешти. Oпштина се налази на надморској висини од 263 m.

## Становништво
Према подацима из 2002. године у насељу је живело 312 становника, од којих су сви румунске националности.